# Bram
Bram – miejscowość i gmina we Francji, w regionie Oksytania, w departamencie Aude. Przez miejscowość przepływa rzeka Fresquel. 
Według danych na rok 1990 gminę zamieszkiwało 2899 osób, a gęstość zaludnienia wynosiła 164 osoby/km² (wśród 1545 gmin Langwedocji-Roussillon Bram plasuje się na 136. miejscu pod względem liczby ludności, natomiast pod względem powierzchni na miejscu 442.).

## Zabytki
Zabytki w miejscowości posiadające status Monument historique:
- kościół Saints-Julien-et-Basilisse
- tabliczka upamiętniająca przejście króla Ludwika XIII